# Okacha Hamzaoui
Okacha Hamzaoui (Aïn Kermes, 29 novembre 1990) è un calciatore algerino, attaccante dell'Al-Hazem.

## Caratteristiche tecniche
È un centravanti.

## Carriera
Ha esordito con la nazionale algerina il 12 agosto 2017 disputando il match del Campionato delle Nazioni Africane 2018 perso 2-1 contro la Libia.